# 2015年环法自行车赛
2015年环法自行车赛（法語：2015 Tour de France）是第102届环法自行车赛，于2015年7月4日起于荷兰乌得勒支，7月26日结束于巴黎香榭丽舍大道。共有来自22支车队的198名车手进入21赛段的赛事，最终由克里斯多夫·弗罗梅赢得总冠军。
同時奈洛·金塔納以第二名為出生於南美洲最佳的成績，落後於第一名1分12秒，2013年也是次於克里斯多夫·弗羅梅獲得亞軍。

## 车队
22支车队参见本届环法自行车赛，其中17支属于UCI世界巡回赛车队，5支属于受邀的洲际职业车队。每队参赛车手名额为九个，故至少有198名车手参赛。赛事组织方阿莫利运动集团（Amaury Sport Organisation）于2015年1月14日公布受邀车队名单，他们分别是宝拉-氩18（Bora-Argon 18）、布列塔尼·瑟彻环保（Bretagne-Séché Environnement）、科菲迪斯（Cofidis）、欧洲汽车车队和南非洲际车队（MTN-Qhubeka）。南非洲际车队是赛事历史上首支参赛的非洲贸易队伍。

## 延伸阅读
- Liggett, Phil; Raia, James; Lewis, Sammarye. . New York City: John Wiley & Sons. 2005  [2015-07-28]. ISBN 978-0-7645-8449-7. （原始内容存档于2016-06-03）.
- (PDF). Tour De France. Amaury Sport Organisation.   [2015-07-12]. （原始内容 (PDF)存档于2015-07-07）.